# Літні враження про планету Z
«Літні враження про планету Z» (рос. «Літні враження про планету Z») — білоруський радянський дитячий художній фільм 1986 року режисера Євгена Марковського за книгою Юрія Томіна «Каруселі над містом». 

## Сюжет
Прибулець з космосу Фелікс, хлопчик 12 років, потрапляє під час літніх канікул в літній дитячий спортивний табір. У таборі мало хто знає, що Фелікс потрапив туди не випадково, а ще кілька днів тому він з'явився на світ в шкільній лабораторії, бо інопланетний розум надіслав на землю розвідника, щоб вивчити землян. Йому допомагають звичайний хлопчисько Боря і вчитель, які навчають Фелікса звичаїв і місцевих традицій...

## У ролях
- Арнас Катінас
- Гедрюс Пускунігіс
- Сергій Шакуров
- Галина Макарова
- Дмитро Матвєєв
- Вадим Гемс
- Сергій Бірюков
- Ігор Тарадайкін
- Ніна Ніжерадзе
- Дмитро Харатьян
- Дмитро Йосифов

## Творча група
- Сценарій: Юрій Томін
- Режисер: Євген Марковський
- Оператор: Костянтин Ремішевський
- Композитор: Ігор Красильников